# Горст Каубіш
Горст Каубіш (нім. Horst Kaubisch; 3 грудня 1915, Фрайталь — 12 лютого 1945, Лебус) — німецький льотчик-ас штурмової авіації, майор люфтваффе. Кавалер Лицарського хреста Залізного хреста з дубовим листям.

## Біографія
Син електромонтера. В 1936 році вступив в люфтваффе. Закінчив авіаційне училище і був зарахований в 77-у ескадру пікіруючих бомбардувальників. Учасник Польської і Французької кампаній, а також Німецько-радянської війни. З 15 травня 1942 року —  командир 9-ї ескадрильї своєї ескадри. Ескадрилья Каубіша стала однією з найрезультативніших в штурмовій авіації люфтваффе. В листопаді 1942 року призначений командиром 1-ї групи 5-ї ескадри пікіруючих бомбардувальників, яка діяла з аеродромів Фінляндії та Норвегії. 15 липня 1943 року очолив 1-у групу 1-ї ескадри пікіруючих бомбардувальників (з жовтня 1943 року — 1-ї ескадри підтримки сухопутних військ). 12 лютого 1945 року його літак був збитий і Каубіш загинув.
Всього за час бойових дій здійснив понад 1000 бойових вильотів.

## Нагороди
- Нагрудний знак пілота
- Залізний хрест
  - 2-го класу (5 травня 1941)
  - 1-го класу (10 серпня 1941)
- Почесний Кубок Люфтваффе (19 лютого 1942)
- Німецький хрест в золоті (10 липня 1942)
- Лицарський хрест Залізного хреста з дубовим листям
  - лицарський хрест (16 листопада 1942) — за 500 бойових вильотів.
  - дубове листя (№505; 24 червня 1944) — за 900 бойових вильотів.
- Авіаційна планка штурмовика в золоті з підвіскою «1000»